# Rémi Talès
Pour les articles homonymes, voir Tales (homonymie).

a Compétitions nationales et continentales officielles uniquement.

b Matchs officiels uniquement.
Dernière mise à jour le 29 juillet 2023.
Rémi Talès, né le 2 mai 1984 à Mont-de-Marsan, est un joueur international français de rugby à XV qui évolue au poste de demi d'ouverture. Il joue au Stade montois, au Stade rochelais, au Castres olympique, club avec lequel il remporte un premier titre de champion de France en 2013, et au Racing 92, champion de France en 2016. Avec l'équipe de France, il participe notamment au Tournoi des Six Nations en 2014 et 2015 et à la coupe du monde 2015.

## Biographie

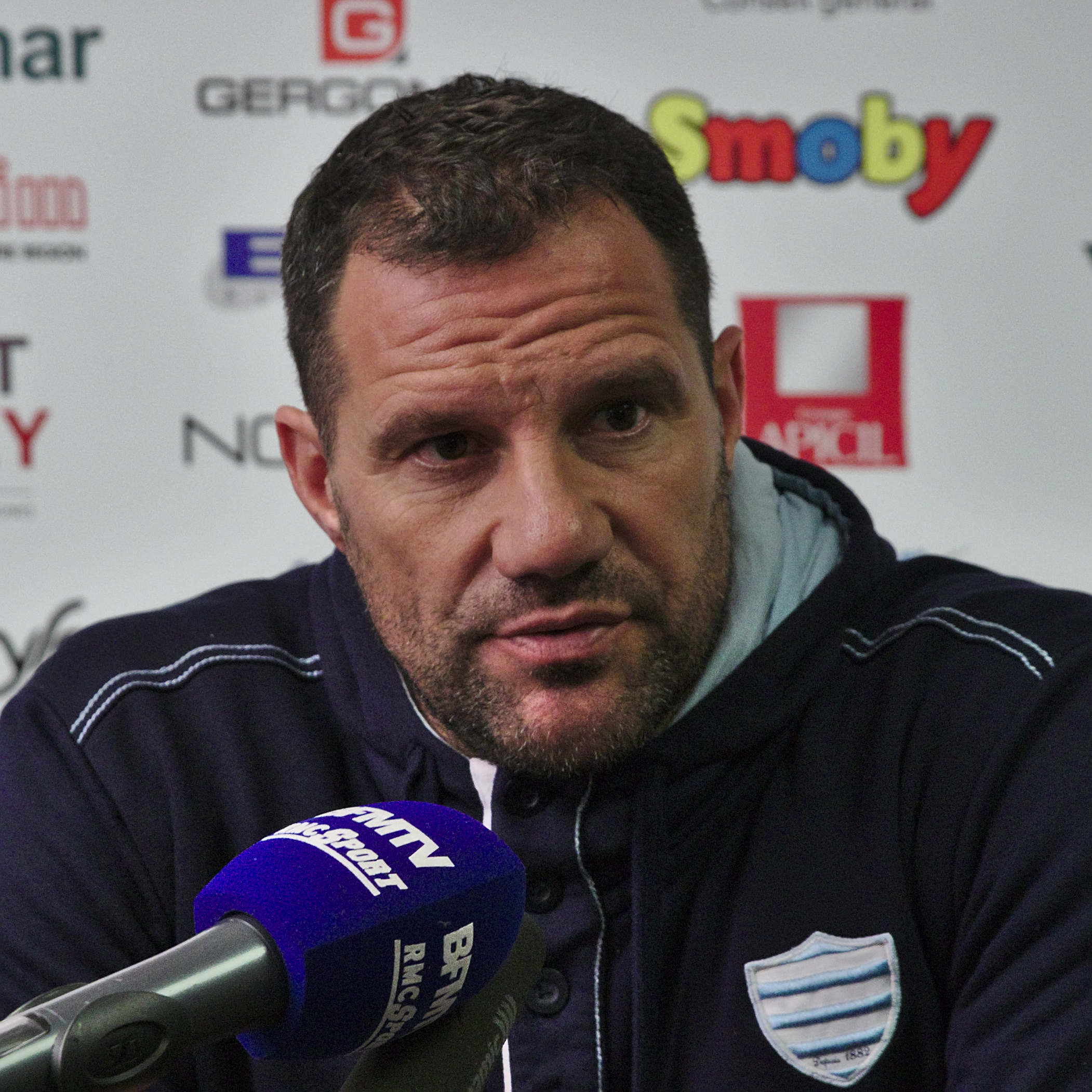
Laurent Labit, ici en 2015, est l'entraîneur de Rémi Talès de 2011 à 2013, puis de nouveau de 2015 à 2018.

En juin 2011, il participe à la tournée des Barbarians français en Argentine pour jouer deux matchs contre les Pumas. Les Baa-Baas s'inclinent 23 à 19  à Buenos Aires puis l'emportent 18 à 21 à Resistencia.
Après cinq saisons passées au Stade rochelais, il rejoint en 2011 le Castres olympique. En novembre 2012, alors que son contrat se termine à la fin de la saison et qu'il est courtisé par d'autres clubs, il prolonge pour deux nouvelles années.
Il participe à la montée en puissance du club tarnais, qui ne peut pourtant plus suivre l'inflation des budgets imposées par les grosses métropoles.
Maître à jouer d’une équipe sans paillettes qui souffre toujours d'un déficit d'image depuis le titre polémique, attribué aux dépens des grenoblois en 1993 et sous-médiatisé car elle compte peu d'internationaux, il participe à l’ascension du club tarnais.
Après une demi-finale en 2012, ils mène le Castres olympique au titre de champion de France 2013.
Le 1er juin 2013, Il soulève le Bouclier de Brennus avec son club du Castres olympique au terme d'une finale remportée 19 à 14 face au RC Toulon, champion d’Europe en titre. Capitaine de son équipe, il est un élément essentiel dans la victoire de celle-ci en inscrivant deux drops décisifs.
Convoqué pour la tournée de juin de l'Équipe de France en Nouvelle-Zélande, il dispute le match face aux Blues en tant que titulaire. Il obtient sa première cape le 15 juin lors du deuxième test face aux All Blacks où il rentre en fin de rencontre au poste d'ouvreur, le titulaire Frédéric Michalak étant déplacé au poste de demi de mêlée. Après cette défaite sur le score de 30 à 0, il est titularisé le 22 juin pour le dernier test, associé au toulousain Jean-Marc Doussain. Cette rencontre se solde par une troisième victoire en trois tests des All Blacks, sur le score de 24 à 9.
Lors de la tournée de novembre des All Blacks en Europe, il dispute sa troisième rencontre sous le maillot bleu face à ces mêmes adversaires, rencontre remportée par ces derniers sur le score de 26 à 19. Il est confirmé au poste de titulaire lors des deux tests suivants, face aux Tonga, victoire 38 à 18, puis face aux Springboks, défaite 19 à 10.
Blessé, il est forfait pour l'ouverture du tournoi 2014. Il fait son retour lors de la rencontre perdue face au Pays de Galles, rentrant en cours de jeu à la place de Jules Plisson. Il occupe de nouveau ce poste lors du match suivant face à l'Écosse, puis reprend un poste de titulaire lors du dernier test, face à l'Irlande.
En Top 14, après avoir éliminé Clermont en quart de finale, mettant ainsi un terme à l'invicibilité des clermontois dans leur stade Marcel-Michelin, Talès est opposé à François Trinh-Duc, l'un des concurrents au poste d'ouvreur en équipe de France. Cette rencontre tourne à l'avantage des Castrais qui se qualifient pour la finale pour la deuxième année consécutive, face au même adversaire toulonnais. Contrairement à la saison précédente, Toulon s'impose sur le score de 18 à 10.

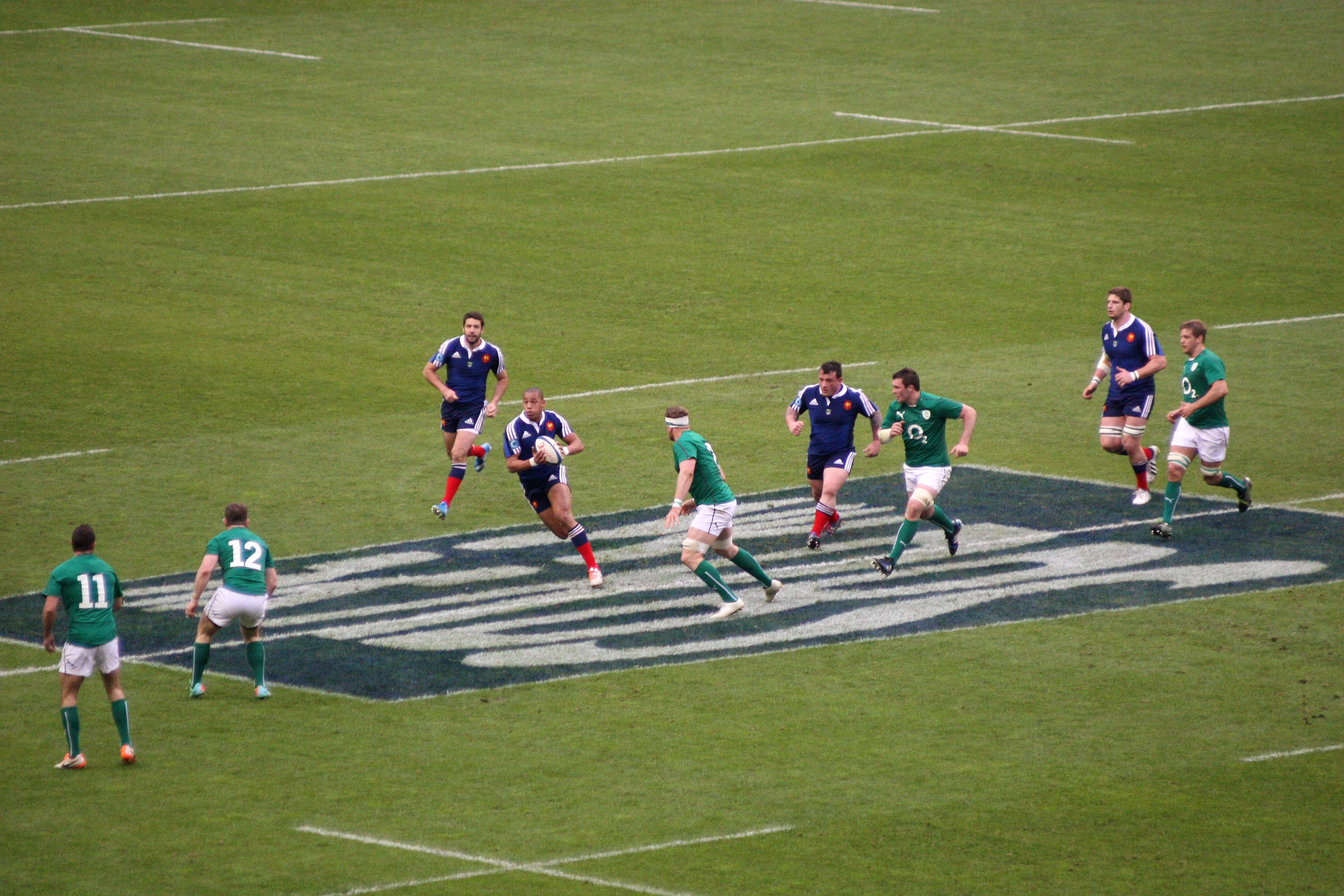
Rémi Talès (français le plus à gauche), en soutien de Gaël Fickou, lors du Tournoi des Six Nations 2014 contre l'Irlande.

Avant la Tournée en Australie, où il dispute deux des trois tests face aux Wallabies, il fait partie des trente joueurs sélectionnés par l'encadrement de l'Équipe de France pour avoir un nombre de matchs limités sur la saison 2014-2015, à la suite d'un accord entre la Fédération française de rugby et la Ligue nationale de rugby. Présent dans le groupe de joueurs désignés pour disputer les tests du mois de novembre, il entre à la place de Camille Lopez lors des rencontres face aux Fidji et à l'Australie, deux rencontres remportées par les Bleus. Lors de la rencontre face aux Wallabies, il est sanctionné d'un carton jaune peu après sa rentrée. Il rentre également en jeu lors du troisième test, face à l'Argentine, rencontre perdue par les Bleus.
En 2014, il signe un contrat de 3 ans en faveur du Racing Métro 92 pour jouer à partir de la saison 2015-2016 pour un salaire estimé à 400 000 €/an. Le club recrute également à son poste le néo-zélandais Dan Carter (112 sélections avec les All Blacks).
Après avoir été remplaçant durant le Tournoi des Six Nations 2015, il est sélectionné pour la Coupe du monde pour être la doublure de Frédéric Michalak. Durant la compétition, bien qu'il n'ait été titulaire que contre la Roumanie, il a participé à tous les matchs. Par la suite, il n'est plus rappelé en Équipe de France.
Il est de nouveau champion de France en 2016 avec le Racing 92, mais ne participe toutefois pas à la finale. En 2018, il quitte le club francilien pour revenir à son club formateur, le Stade montois, en Pro D2.

## Statistiques

### Internationales
- Équipe de France[2] :
  - 24 sélections
  - Sélections par année : 5 en 2013, 8 en 2014 et 11 en 2015
  - Tournois des Six Nations disputés : 2014 et 2015
  - 0 points marqués
- Équipe de France Universitaire : 2 sélections en 2005 (Angleterre U)
- Équipe de France Universitaire : 2 sélections en 2006 (Angleterre U & Espagne)

Il obtient sa première cape internationale le 15 juin 2013 face aux All Blacks lors de la tournée en Nouvelle-Zélande en 2013. Lors de cette saison, il dispute un total de cinq rencontres internationales, deux tests en juin face aux All Blacks, et trois tests en novembre, à nouveau à la Nouvelle-Zélande, aux Tonga puis à l'Afrique du Sud.
En 2014, il prend part à trois des cinq matches de l'équipe de France lors du Tournoi des six Nations, qui voit la France finir à la quatrième place. Il dispute également cinq tests, deux en juin en Australie face aux Wallabies, puis les trois tests de novembre, face aux Fidji, à l'Australie à nouveau puis face à l'Argentine.
Il fait partie du groupe de l'équipe de France qui dispute la coupe du monde 2015.

#### Tournoi des Six Nations
| Édition          | Rang | Résultats France | Résultats Talès | Matchs Talès |
| ---------------- | ---- | ---------------- | --------------- | ------------ |
| Six Nations 2014 | 4    | 3 v, 0 n, 2 d    | 1 v, 0 n, 2 d   | 3/5          |
| Six Nations 2015 | 4    | 2 v, 0 n, 3 d    | 0 v, 0 n, 3 d   | 3/5          |

Légende : v = victoire ; n = match nul ; d = défaite ; la ligne est en gras quand il y a Grand Chelem.

#### Coupe du monde
| Édition         | Rang               | Résultats France | Résultats Talès | Matchs Talès |
| --------------- | ------------------ | ---------------- | --------------- | ------------ |
| Angleterre 2015 | Quart de finaliste | 3 v, 0 n, 2 d    | 3 v, 0 n, 2 d   | 5/5          |

Légende : v = victoire ; n = match nul ; d = défaite.

## Palmarès
- Stade montois
  - Vainqueur du Challenge Gauderman en 2000
  - Finaliste du Championnat de France Cadets en 2000
  - Vainqueur du Championnat de France Crabos en 2002

- Stade rochelais
  - Finaliste du Championnat de France de Pro D2 en 2010
  - Vainqueur du barrage d'accession en Top 14 en 2010

- Castres olympique
  - Vainqueur du Championnat de France en 2013
  - Finaliste du Championnat de France en 2014

- Racing 92
  - Vainqueur du Championnat de France en 2016
  - Finaliste de la Coupe d'Europe en 2016 et 2018